# تاته‌یاما، چیبا
تاته‌یاما، چیبا از شهرهای استان چیبا ژاپن است که جمعیت آن در ۱ ژانویه ۲۰۰۸ برابر با ۴۹٬۹۸۷ نفر بوده‌است.